# Creysse (Lot)
Creysse (occitanisch: Crèissa) ist eine südfranzösische Gemeinde mit 311 Einwohnern (Stand 1. Januar 2022) im Département Lot in der Region Okzitanien.

## Lage
Creysse liegt innerhalb einer Flussschleife auf dem nördlichen Ufer der Dordogne ca. sieben Kilometer südlich von Martel im Norden der historischen Provinz des Quercy. Die gleichfalls sehenswerten Orte Souillac und Carennac befinden sich etwa 17 Kilometer westlich bzw. 18 Kilometer östlich. Der mittelalterliche Pilgerort Rocamadour liegt etwa zehn Kilometer südlich.

## Geschichte
Im ausgehenden 12. Jahrhundert wurde Creysse von den Grundherren (seigneurs) von Brassac an die Vizegrafen von Turenne verkauft. Im Mittelalter gab es hier mehrere Fährboote für die Pilger nach und von Rocamadour; darunter befanden sich auch mehrere französische Könige mitsamt ihrem Gefolge.

## Bevölkerungsentwicklung
| Jahr      | 1962 | 1968 | 1975 | 1982 | 1990 | 1999 | 2006 | 2017 |
| Einwohner | 304  | 264  | 234  | 248  | 227  | 257  | 287  | 305  |

In der ersten Hälfte des 19. Jahrhunderts hatte Creysse stets zwischen 900 und 1400 Einwohner; zu Beginn des 20. Jahrhunderts waren es noch über 600. Die Mechanisierung der Landwirtschaft und der daraus resultierende Verlust von Arbeitsplätzen sorgten für einen deutlichen Bevölkerungsrückgang.

## Wirtschaft
Creysse war und ist noch immer in hohem Maße landwirtschaftlich geprägt, wobei die Viehzucht (Rinder, Schweine, Geflügel) eine dominierende Rolle spielt.

## Sehenswürdigkeiten
- Die romanische Pfarrkirche (Église Saint-Germain) hat als einzige Kirche Frankreichs und als eine von ganz wenigen Kirchen Europas Zwillingsapsiden im Osten, wobei die nördliche aus Bruchsteinen konstruiert und etwas kleiner dimensioniert ist. Ein Teil der Kirche diente wohl als Kapelle einer längst verschwundenen Burg; der andere Teil diente zu Gerichtsverhandlungen. Im 17. Jahrhundert wurden die Zwischenwände zwischen beiden Bauteilen entfernt und aus dem Ensemble wurde eine Pfarrkirche. Bemerkenswert ist auch das große unprofilierte Archivoltenportal auf der Südseite, welches möglicherweise im 17. Jahrhundert von einer anderen Kirche hierher verbracht wurde. Die Kirche ist seit 1949 als Monument historique[1] anerkannt. Ein Grablegungsfresko aus dem 15./16. Jahrhundert ist ebenfalls als schützenswert eingetragen[2].
- Die an einem kleinen Seitenarm der Dordogne liegende Wassermühle (Moulin de Cacrey) stammt möglicherweise noch aus dem ausgehenden Mittelalter; irgendwann wurde sie befestigt. Sie war bis 1930 in Betrieb; danach dienten die Mühle bzw. ihre Nebengebäude als Wohnhaus. Die Mühle ist seit 1996 als Monument historique[3] anerkannt.
- Ein Waschhaus (lavoir) aus dem 19. Jahrhundert erhebt sich oberhalb des Flussarms.
- Auf dem 316 Meter hohen Mont Mercou gab es in der Antike ein kleines Merkur-Heiligtum. Heute ist der Berg wegen seiner Aussicht auf die Monts du Cantal beliebt.